# Bertrand Renouvin

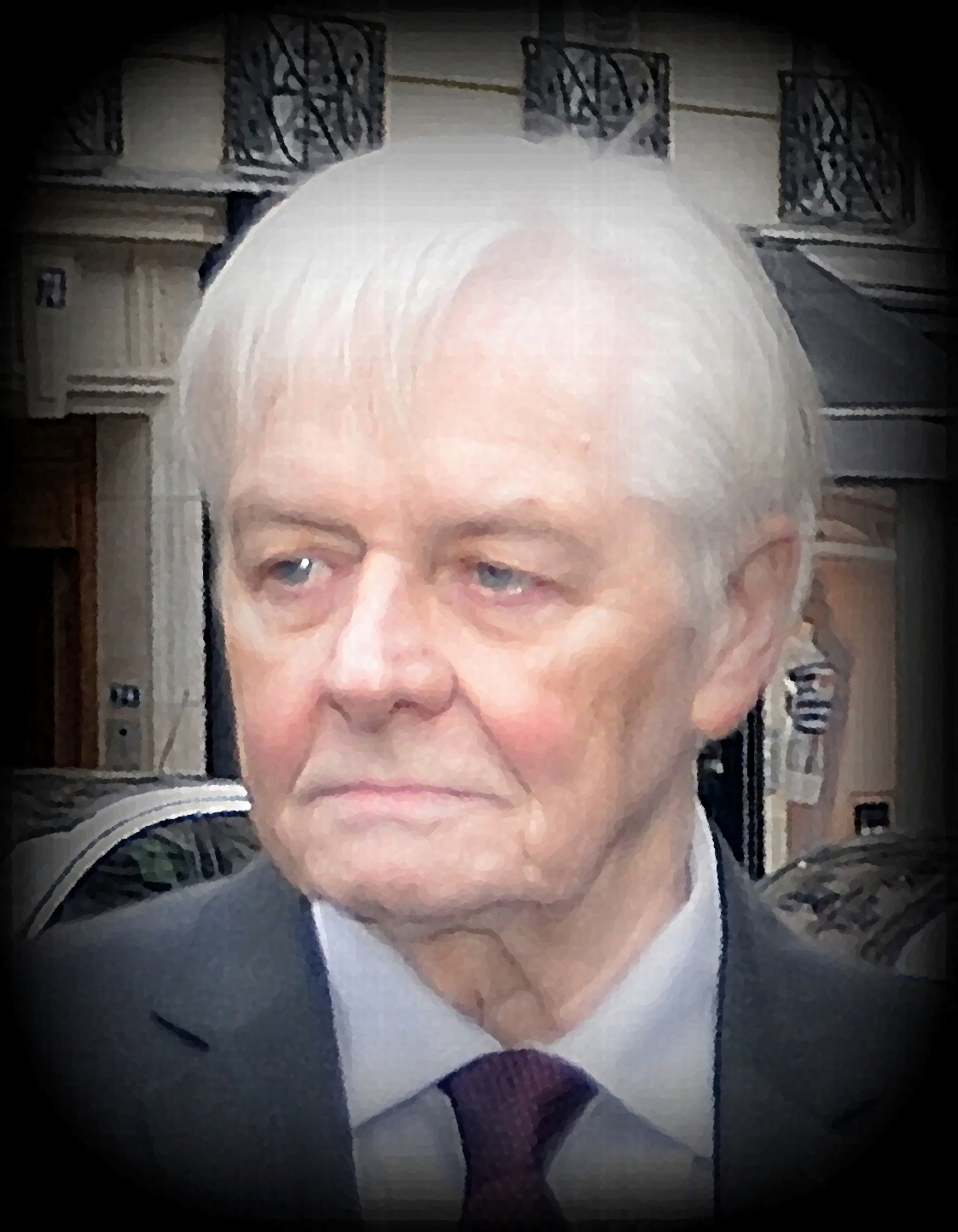
Bertrand Renouvin

Bertrand Renouvin (* 15. Juni 1943 in Paris) ist ein französischer royalistischer Politiker.
Renouvin ist der Gründer der Partei Nouvelle action royaliste, die sich für die Wiedereinführung einer konstitutionellen Monarchie in Frankreich einsetzt. Seine allgemeinpolitische Richtung ist umstritten: Zwar gilt er als eher konservativer Gaullist, auf der anderen Seite unterstützte er den Sozialdemokraten François Mitterrand. In der Zeitschrift Royalist, die zweimal im Monat erscheint, veröffentlicht er regelmäßig antiliberale Aufsätze.
1974 trat er bei der Präsidentschaftswahl an und kam auf 0,17 Prozent der Stimmen. Bei den Wahlen 1981 und 1988 unterstützte er den jeweils siegreichen Mitterrand. Bei der Wahl 2002 sprach er sich für den Kandidaten Jean-Pierre Chevènement aus. Als Renouvins politisches Vorbild gilt Simeon II., ehemaliger König von Bulgarien, der demokratisch gewählt an die Macht zurückkehrte.